# روشنایی‌های پایدار روز
روشنایی‌های پایدار روز (به انگلیسی: The Living Daylights) عنوان پانزدهمین فیلم از سری فیلم‌های جیمز باند است که توسط جان گلن ساخته شد. در این فیلم تیموتی دالتون در نقش جیمز باند ظاهر شده است. برای ساخت روزهای روشن زندگی چهل میلیون دلار هزینه شد. این فیلم در گیشه بیش از صد و نود و یک میلیون دلار فروش کرد.

## خلاصه داستان
قرار است جیمز باند و دو مامور 002 و 004 طی یک تمرین آموزشی در یک پایگاه نظامی در جبل الطارق سعی کنند بر یک سیستم راداری جدید بریتانیا غلبه کنند. سربازان آنجا فقط باید با اسلحه مشقی پینت بال شلیک کنند. اما یکی از ماموران و دو سرباز توسط فردی ناشناس کشته می شوند. باند قاتل را تعقیب می کند، اما نمی تواند او را بگیرد. تنها سرنخ یک نشانه Smiert Schpionam است، مخفف مرگ بر جاسوسان در زبان روسی.
پس از این اتفاق جیمز باند به براتیسلاوا در چکسلواکی فرستاده می شود. در آنجا او و همکارش ساندرز قرار است به ژنرال کا گ ب گئورگی کوسکوف کمک کنند تا از مرز اتریش و چکسلواکی به سمت غرب فرار کند. ژنرال کوسکوف جیمز باند را به عنوان محافظ خود انتخاب کرده زیرا فکر می کند که کا گ ب قصد کشتن او را دارد. کارا میلووی مامور و تک تیرانداز کا گ ب در قالب یک نوازنده ویولن سل جوان ظاهر می شود، اما او نمی تواند کوسکوف را بکشد زیرا جیمز باند در حین این کار مداخله می کند. برخلاف دستورات جیمز باند کارا میلووی را نمی کشد، او می خواهد که کارا فقط ترس از مرگ را از طریق زخم ناشی از گلوله تجربه کند. با این کار جیمز باند باعث نارضایتی مافوق خود می شود. همانطور که باند بعداً متوجه می شود، کارا میلووی دوست دختر کوسکوف است.
ژنرال کوسکوف ابتدا توسط سرویس ام آی ۶ با مشارکت جیمز باند از مرز چکسلواکی و اتریش به اتریش و سپس از آنجا به انگلستان آورده می شود. ژنرال کوسکوف به "ام" و سایر اعضای سرویس مخفی گزارش می دهد که ژنرال لئونید پوشکین، رئیس جدید بخش جاسوسی کا گ ب، طرح قدیمی اسمیرت اسپیونام (Smiert Schpionam) را احیا کرده است و همچنین فهرستی از ماموران غربی را در اختیار دارد که قرار است کشته شوند. هدف از این طرح این است که قدرت های بزرگ در مقابل یکدیگر قرار گیرند و در نتیجه آتش جنگ برانگیخته شود. 
کوسکوف در انگلیس ظاهرا ربوده شده و به شرق بازگردانده می شود، به همین دلیل سرویس ام آی ۶ مشکوک است که او به دست کا گ ب افتاده است و تصمیم می گیرد ژنرال پوشکین را هر چه زود تر از بین ببرد. ژنرال پوشکین در حال رفتن به طنجه در مراکش است تا فروشنده اسلحه برد وایتاکر را ببیند که ظاهراً پول زیادی اختلاس کرده است. جیمز باند این ماموریت را بر عهده می گیرد، اما در طول تحقیقات خود به سرعت متوجه اشتباهاتی در اطلاعات کوسکوف می شود. ابتدا کارا میلووی را از حوزه نفوذ کا گ ب به وین می آورد و در آنجا اعتماد او را جلب می کند. سپس با کمک ساندرز متوجه می شود که کوسکوف نیز با وایتاکر کار می کند، البته برای خرید تریاک با پول کا گ ب.
از آنجایی که نقشه کوسکوف برای ترور ژنرال پوشکین توسط جیمز باند ممکن است دیگر کارساز نباشد، وایتاکر خودش قصد دارد او را بکشد. باند از ساندرز می خواهد که برای کارا پاسپورت بگیرد، در طی این اقدام ساندرز توسط دستیاران وایتاکر کشته می شود و مانند مرگ مامور 004 در جبل الطارق، دوباره نشان "Smiert Spionam" ظاهر می شود.
جیمز باند و کارا به طنجه می روند، جایی که باند با ژنرال پوشکین ملاقات می کند. آنها مرگ ژنرال پوشکین را جعل می کنند تا کوسکوف تصور کند که در امان است، که این کار در ابتدا جواب می دهد. با این حال، هنگامی که جیمز باند حقیقت را برای کارا فاش می کند، آنها توسط کوسکوف دستگیر و ربوده می شوند. از آنجایی که کارا هنوز عاشق کوسکوف است، از قبل به کوسکوف اطلاعات را رسانده بود و جیمز باند را نیز با مواد مخدر بیهوش کرده بود. اما کارا خیلی زود به اشتباه خود پی می برد. کوسکوف، جیمز باند و کارا را به یک پایگاه روسی در افغانستان می آورد، اما آنها از آنجا فرار می کنند. جیمز باند در جریان فرار، کامران شاه، معاون فرمانده مجاهدین را نیز آزاد کرد. او به همراه افراد کامران شاه یک محموله تریاک را منهدم می کند و در نهایت به طنجه باز می گردد و وایتاکر را می کشد و کوسکوف نیز توسط ژنرال پوشکین دستگیر می شود.